# Парзі (притока Сепича)
Парзі́ — річка в Росії, ліва притока Сепича. Протікає територією Удмуртії (Юкаменський район, Глазовський район).
Річка починається неподалік колишнього села Веніж Юкаменського району. Вже через 0,5 км річка входить на територію Глазовського району. Протікає на північний схід. Впадає до Сепича навпроти села Котнирево. Береги річки на значному протязі заліснені, долина розширюється від витоків до гирла, в деяких місцях береги стрімко обриваються до русла. Приймає декілька дрібних приток, найбільша з яких права Озегвай.
Над річкою розташовані населених пунктів Глазовського району — Парзинське СПТУ № 7, Главатських, Парзі, Абагурт, Татарські Парзі, Удмуртські Парзі.